# American Dragon: Jake Long
American Dragon: Jake Long (titulada Jake Long: el dragón occidental en Hispanoamérica) es una serie animada producida por Disney Television Animation para Disney Channel y fue transmitida desde 2005 por Disney Channel en todo el mundo. El final de la serie se emitió el 1 de septiembre de 2007 para Estados Unidos y para América Latina a finales de 2007.

## Acerca de la serie
Jake es descendiente de una larga línea de dragones, y es su deber como dragón es la de proteger a la comunidad de seres mágicos que habitan de forma secreta en todos los sectores de Nueva York, como lo son la Quimera. Vive con sus padres, Johnathan y Susan, y su hermana de 8 años, Haley. Su abuelo, Lao Shi, y su hermana son también dragones, habiéndose saltado los poderes en la generación de la madre. Su padre un corredor de seguros, común y corriente no tiene la menor idea de que su familia son, literalmente, dragones.
Durante la serie, Jake aprende como usar sus poderes mágicos innatos gracias a su abuelo y un Shar Pei de 600 años llamado Perro Fu. Jake necesita esos poderes para prevenir a las otras criaturas que habitan en la ciudad de los malvados miembros del Clan de los Cazadores, liderados por el Maestro Cazador. Sus mejores amigos son Trixie y Spad, con quienes comparte su pasión por los skates; está locamente enamorado de Rose, su compañera de clase que más adelante se descubre que es una cazadora de criaturas mágicas, pero al descubrir que Jake es un dragón se pasa de bando. La historia se desenvuelve a medida que Jake comienza a buscar el balance entre su vida de estudiante y su vida como guardián protector.

## Producción
American Dragon: Jake Long fue creado por Jeff Goode, quién creó también la exitosa serie de MTV Undressed. The Walt Disney Company ordenó la creación de 21 episodios de 30 minutos cada uno para la primera temporada, todos ya terminados. Fue transmitido primero en el Reino Unido por Disney Channel el 4 de enero de 2005, en Estados Unidos el 21 de enero de 2005 y en Toon Disney en febrero de 2005. También ha sido transmitido por The Family Channel en algunos lugares.
El tema principal de la serie, en idioma original, fue cantado por la banda Mavin. Durante la segunda temporada es cantado por Jonas Brothers.
Durante el 2005 fue anunciado que Steve Loter, quién es director de la serie Kim Possible, se uniría al equipo de la segunda temporada como director y productor ejecutivo al lado de los actuales productores Matt Negrete y Eddie Guzelian. Sin embargo, siguiendo la continuación de Kim Possible hacia una cuarta temporada, Loter regresaría a su trabajo como director, pero continuaría como productor ejecutivo de Jake Long. Nick Filippi, quién también ha realizado trabajos en Kim Possible, será el nuevo director de Jake Long. Con Steve Loter unido al equipo, la serie tuvo todos sus personajes y escenarios rediseñados con nueva animación.
El 1 de septiembre de 2007 se emitió el episodio número 52 y último. Esto no fue sorpresivo ya que había sido anunciado el 5 de enero de 2007. Pasando más de dos meses se emitió este episodio el 15 de noviembre de 2007 para Latinoamérica.

## Episodios
| Temporada    | # de episodios | Estados Unidos      | Estados Unidos          | Latinoamérica         | Latinoamérica           |
| Temporada    | # de episodios | 1° emisión          | Última emisión          | 1° emisión            | Última emisión          |
| Temporada #1 | 21 episodios   | 21 de enero de 2005 | 29 de enero de 2006     | 2 de abril de 2005    | 24 de junio de 2006     |
| Temporada #2 | 31 episodios   | 10 de junio de 2006 | 1 de septiembre de 2007 | 11 de octubre de 2006 | 16 de noviembre de 2007 |

## Aparición en otros medios

### Televisión
- Jake long, Trixie, Spud, Lao Shi y perro Fu aparecen como invitados en el episodio "Morpholomeo" de Lilo & Stitch: La Serie el 1 de julio de 2005 Sin embargo el doblaje la serie de Lilo y Stich se realizaba en México mientras que Jake long se dobló en Chile, por lo que al ser un episodio de Lilo & Stitch se utilizaron nuevos actores de México para Jake, Trixie, Spud, Lao Shi y Perro Fu, solo ese episodio (EE. UU.).

### Libros
Jeff Goode, creador y productor de la serie ha escrito dos libros:
- The American Dragon: The Dragon Hunter
- The American Dragon: The Gnome Eater

## Videojuego
En 2005 se lanzó el videojuego American Dragon:Jake Long para el Nintendo DSi.Es un juego de Acción y Aventura donde manejas a Jake (Como Chico y como Dragón) y peleas contra el Clan de Cazadores y el Dark Dragon.

## Reparto
| Personaje               | Actor de voz   |
| ----------------------- | -------------- |
| Jake Long               | Dante Basco    |
| Rose Espina/Cazadora    | Mae Whitman    |
| Perro Fu                | John Di Maggio |
| Loung Lao Shin          | Keone Young    |
| Trixie Carter           | Miss Kittie    |
| Arthur "Spad" Spudinski | Charlie Finn   |
| Haley Long              | Amy Bruckner   |
| Johnathan Long          | Jeff Bennett   |
| Susan Shi               | Lauren Tom     |
| Cazador                 | Jeff Bennett   |
| Profesor Rotwood        | Paul Rugg      |
| Sun Park                | Sandra Oh      |
| Silver                  | Kari Wahlgren  |
| Brad Morton             | Matt Nolan     |